# Sluis III (Tjonger)
Sluis III is een Friese sluis in de Tjonger.
Sluis III is de waterscheiding tussen de Tjonger en de Opsterlandse Compagnonsvaart. De sluis wordt ook wel de Drie Tolhekkensluis genoemd, naar de buurtschap waar hij in ligt.
De sluis ligt geografisch in Oosterwolde, in de buurtschap Drie Tolhekken. Het hoogte verschil is 3,57 meter.
De Tjonger kruist hier de Opsterlandse Compagnonsvaart. Om te voorkomen dat de twee waterstromen mixen ligt er ten westen van de sluis een duiker onder de Opsterlandse Compagnonsvaart door naar de Boven Tjonger. Naast de sluis staat een Sluiswachterswoning. Vroeger lag er een brug bij de sluis. Deze was door de komst van de viaduct voor de provinciale weg 381 niet meer nodig en is verwijderd.
Naast de sluis staat een pomp, zodat in geval van droogte de sluiskolk volgepompt kan worden zodat er water gespaard kan worden.
Sluis I · 
Sluis II · 
Sluis III